# Alliance radicale européenne
L'Alliance radicale européenne (ARE) est un groupe politique du Parlement européen ayant existé en 1994 et 1999.

## Historique
Elle est fondée à la suite du succès de la liste Énergie radicale conduite en France par Bernard Tapie. Aux 13 députés français se joignent six autres députés régionalistes ou radicaux élus en Italie, en Espagne, en Belgique et en Grande-Bretagne.
L'ARE ne peut être reconduite après le renouvellement du Parlement européen de juin 1999.

## Présidence
- Catherine Lalumière (1994-1999)

## Composition
| Pays/région | Pays/région     | Parti national                                      | Députés européens |
| ----------- | --------------- | --------------------------------------------------- | ----------------- |
| France      | France          | Mouvement des Radicaux de Gauche (Énergie Radicale) | 13                |
| Royaume-Uni | Écosse          | Parti national écossais                             | 2                 |
| Italie      | Italie          | Liste Pannella                                      | 2                 |
| Belgique    | Région flamande | Union du peuple                                     | 1                 |
| Espagne     | Îles Canaries   | Coalition canarienne                                | 1                 |